# Christian Fink
Christian Fink (Dettingen, 9 d'agost de 1822 - Esslingen, 5 de setembre de 1911) fou un organista i compositor alemany.
Alumne del Conservatori de Leipzig i del mestre Joseph Gottlob Schneider, a Dresden, s'establí en la primera d'aquelles ciutats, on residí molts anys, i on fou professor de música del Seminari i director de música i organista de la catedral.
Va escriure nombroses obres del gènere religiós, moltes d'elles verdaderament notables, i d'altres destinades a l'orgue i al piano (sonates, fugues, estudis, preludis, etc.,) així com diversos excel·lents lieder.